# Drobinsko
Drobinsko – wieś w Słowenii, w gminie Šentjur. W 2018 roku liczyła 50 mieszkańców.